# Elezioni presidenziali in Messico del 1988
Le elezioni presidenziali in Messico del 1988 si sono tenute il 6 luglio, contestualmente alle elezioni parlamentari.
La vittoria del candidato del PRI Carlos Salinas fu duramente contestata dalle opposizioni. In particolare, durante lo spoglio e con Cuauhtémoc Cárdenas in leggero vantaggio su Salinas, si verificò un improvviso shutdown del sistema informatico di conteggio dei voti. Una volta ripristinato il sistema, Salinas risultava vincitore con un margine di oltre il 20% su Cárdenas. L'episodio, noto come "caduta del sistema" (caída del sistema), suscitò accuse di frode. A distanza di molti anni Miguel de la Madrid, presidente uscente all'epoca dei fatti, ammise brogli da parte del governo.

## Risultati
| Carlos Salinas           | Partito Rivoluzionario Istituzionale  | 9 687 926  | 50,71 |  |  |  |  |  |
| Cuauhtémoc Cárdenas      | Fronte Democratico Nazionale          | 5 929 585  | 31,03 |  |  |  |  |  |
| Manuel Clouthier         | Partito Azione Nazionale              | 3 208 584  | 16,79 |  |  |  |  |  |
| Gumersindo Magaña        | Partito Democratico Messicano         | 190 891    | 1,00  |  |  |  |  |  |
| Rosario Ybarra           | Partito Rivoluzionario dei Lavoratori | 74 857     | 0,39  |  |  |  |  |  |
| Candidati non registrati | -                                     | 14 333     | 0,08  |  |  |  |  |  |
| Totale                   | Totale                                | 19 106 176 | 100   |  |  |  |  |  |
|                          |                                       |            |       |  |  |  |  |  |
| Voti non validi          | Voti non validi                       | 695 042    | 3,51  |  |  |  |  |  |
| Votanti                  | Votanti                               | 19 801 218 | 52,01 |  |  |  |  |  |
| Elettori                 | Elettori                              | 38 074 926 |       |  |  |  |  |  |